# 乌尔比萨利亚
乌尔比萨利亚（義大利語：Urbisaglia），是意大利马切拉塔省的一个市镇。总面积22平方公里，人口2772人，人口密度126.0人/平方公里（2009年）。ISTAT代码为043055。